# تپه چاله سر
تپه چاله سر مربوط به دوران‌های تاریخی پس از اسلام است و در شهرستان دامغان، بخش مرکزی، دهستان حومه، روستای برم واقع شده و این اثر در تاریخ ۲۶ اسفند ۱۳۸۷ با شمارهٔ ثبت ۲۶۰۳۵ به‌عنوان یکی از آثار ملی ایران به ثبت رسیده است.